# حد قدر
حد قدر (به انگلیسی: Limiting magnitude)، قدر ظاهری کم نورترین جرمی است که با چشم غیرمسلح یا با تلسکوپ در آسمان یک رصدگاه دیده می‌شود. حد قدر هم شرایط رصدی (میزان شفافیت) آسمان را مشخص می‌کند و هم کیفیت دید شخص را.
در شرایط رصدی بسیار عالی و بعد از تطابق پیدا کردن چشم با تاریکی، حد قدر چشم انسان حدود ۶٫۵ است. البته این مقدار تقریبی است و برخی افراد می‌توانند اجرامی کم نور تر را هم ببیند. در یک شهر بزرگ با آلودگی نوری زیاد، حد قدر به عدد ۱ یا ۲ کاهش می‌یابد که به این معناست که تنها پرنورترین ستارگان قابل رویت هستند.
در شرایط رصدی ایده‌آل یعنی در آسمانی که مواردی چون نور منطقةالبروجی و نور مخالف قابل دیدن باشد، حد قدر آسمان برای چشم غیرمسلح به ۷٫۶ تا ۸ هم می‌رسد. در چنین آسمانی حتی کهکشان مثلث (M33) با چشم قابل دیدن است.